# اینمان (نبراسکا)
اینمان(به انگلیسی: Inman) شهری در ایالت نبراسکا کشور ایالات متحده آمریکا است که جمعیت آن در سرشماری سال ۲۰۱۰ میلادی، ۱۲۹ نفر بوده‌است.